# Parawan koromandelski

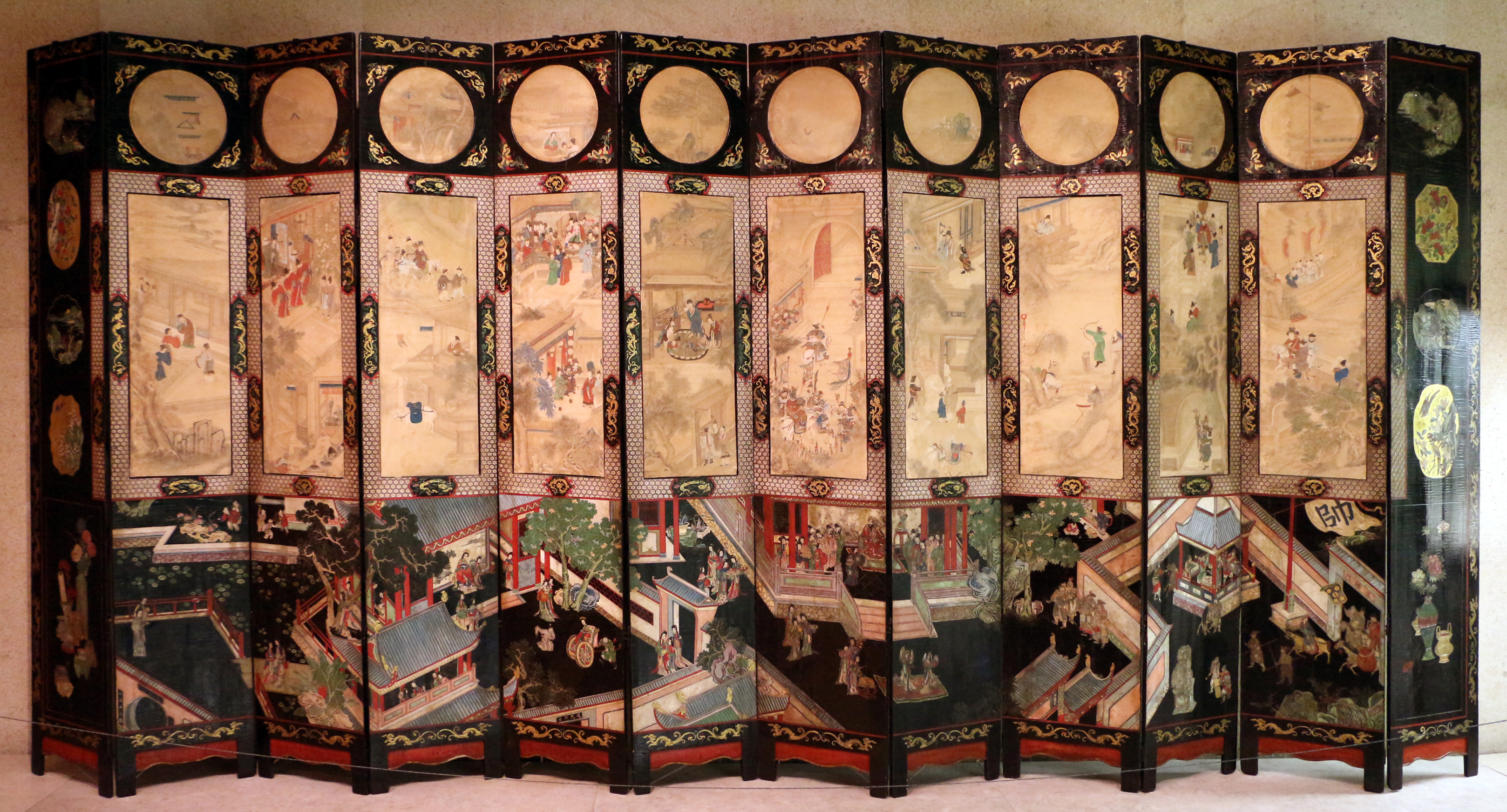
Parawan koromandelski z końca XVII w. ze scenami z życia pałacowego. Muzeum Calouste Gulbenkiana

Parawan koromandelski – parawan hebanowy z panelami z wytłaczanej czarnej laki, często malowany złotem lub innymi kolorami, dekorowany aplikacjami z jadeitu i innymi kamieniami półszlachetnymi.
Parawany tego typu liczyły często do 12 segmentów (były składane w gruby prostokąt). Ozdabiano je ilustracjami z życia Chińczyków lub krajobrazami chińskimi. Przypuszcza się, że parawany produkowano w północnej i środkowej części Chin, jednak nazwa ta pochodzi od zupełnie innego miejsca - wybrzeża Indii, skąd były reeksportowane. Przywożono je do Europy przez cały XVII i początek XVIII wieku.